# The Islanders
The Islanders è una serie televisiva statunitense drammatico avventurosa andata in onda per una stagione e 24 episodi tra l'ottobre del 1960 e marzo del 1961 sulla ABC.

## Trama
Due ex soldati, Sandy Wade e Zack Malloy, nelle lussureggianti Indie orientali, diventati comproprietari di un aereo anfibio Grumman Goose, avviano una loro compagnia aerea composta da un solo velivolo, organizzando voli charter tra le Molucche e le Spice Islands, nel sud-ovest dell'Oceano Pacifico.
Nel corso dei viaggi, apparentemente innocui, vivono una serie di avventure dove si trovano ad affrontare situazioni piuttosto pericolose, aiutati nei loro sforzi da Wilhelmina Vanderveer, una ragazza olandese soprannominata "Steamboat Willy", che tenta di riconquistare la proprietà della sua famiglia, e da Shipwreck Calligan.
A complicare le cose, il fatto che tutti e tre gli uomini cercano di avviare una storia sentimentale con la ragazza – dal quale lei cerca di approfittarne gestendo il loro carattere per il suo tornaconto – ed entrando in pasticci ulteriori.

## Produzione
(William Reynolds)
Sponsorizzato principalmente da una marca di sigarette, andò in onda ogni domenica sera alle 21:30 per 24 episodi, trovandosi di fronte a The Jack Benny Program e Candid Camera sulla CBS e tra la seconda metà di The Dinah Shore Show e l'ultima stagione di The Loretta Young Show sulla NBC. Tra i registi degli episodi, figurano Charles Haas, Stuart Heisler, Roger Kay, Abner Biberman, Hollingsworth Morse, Harmon Jones, Harry Harris, Herman Hoffman e Lewis Foster.
Durante le riprese della serie, nel febbraio 1960 un aereo che trasportava cinque membri dell'equipaggio da Montego Bay a Miami si schiantò in acqua al largo della costa della Giamaica. Gli uomini erano William Reynolds, Richard L. Bare, Glenn Kirkpatrick, il pilota Howard Smith e il cameraman George Schmidt.
Dopo la fine della serie, Philbrook apparve tra il 1962 e il 1963 nel ruolo di un editore di riviste innamorato di Loretta Young nella serie di breve durata The New Loretta Young Show, andata in onda il lunedì sulla CBS. Reynolds recitò in altre due serie della ABC, The Gallant Men, ambientata durante la seconda guerra mondiale, e F.B.I. con Efrem Zimbalist Jr.
Diane Brewster, in precedenza, aveva interpretato la giocatrice d'azzardo Samantha Crawford nelle prime due stagioni di Maverick (1957), ed era apparsa tra il 1957 e il 1958 nella prima stagione di Il carissimo Billy nel ruolo dell'insegnante Miss Canfield, sostituita successivamente da Sue Randall col nome nuovo Miss Landers. Dopo la serie, negli anni '60, come favore allo sceneggiatore e produttore Roy Huggins, impersonò senza essere accreditata Helen Kimble, la moglie assassinata in flashback nella serie della ABC Il fuggitivo.

## Accoglienza
Don Page, sul Los Angeles Times scrisse che lo spettacolo era come molte altre serie di avventura della ABC dell'epoca (Hong Kong, Surfside 6 e Hawaiian Eye) aggiungendo «ha ottenuto risultati grazie a un certo fascino del suo sfondo tropicale [...] se la serie ottiene credito – e mostra alcune promesse – sarà in gran parte dovuto a Reynolds».

## Guest stars
- Luther Adler
- Aki Aleong
- Anna-Lisa
- Charles Bickford
- Charles Bronson
- Walter Burke
- Sebastian Cabot
- Anthony Caruso
- Hans Conried
- Elisha Cook, Jr.
- Norma Crane
- Christopher Dark
- Frank DeKova
- Peter Falk
- Betty Garde
- Myron Healey
- James Hong
- Robin Hughes
- Sam Jaffe
- Werner Klemperer
- Martin Landau
- Suzanne Lloyd
- George Macready
- E.G. Marshall

- Murray Matheson
- Nobu McCarthy
- Sean McClory
- Darren McGavin
- Jan Merlin
- Leslie Nielsen
- Jay Novello
- Joan O'Brien
- J. Pat O'Malley
- Leo Penn
- Gigi Perreau
- Suzanne Pleshette
- Gena Rowlands
- Gia Scala
- Robert J. Stevenson
- Harold J. Stone
- George Takei
- Gloria Talbott
- Harry Townes
- Grace Lee Whitney
- Peter Whitney
- Adam Williams
- Fay Wray
- Keenan Wynn

## Episodi
| Stagione       | Episodi | Prima TV originale |
| -------------- | ------- | ------------------ |
| Prima stagione | 24      | 1960-1961          |